# Ratpenat d'orelles llargues mexicà
El ratpenat d'orelles llargues mexicà (Myotis evotis) és una espècie de ratpenat de la família dels vespertiliònids. Viu a Mèxic, els Estats Units i el Canadà. Té una àmplia varietat d'hàbitats naturals, però prefereix els boscos mixtos de coníferes des de zones costaneres humides fins a boscos de montà. Està amenaçat per la pèrdua d'hàbitat.